# غراند سينث
غراند سينث، (بالإنجليزية: Grande-Synthe)‏، هي بلدية فرنسية تابعة لإقليم نور في منطقة نور با دو كاليه في شمال فرنسا.

## أعلام
- ريمي فيركوتر
- الكسندر بوشارد
- جيفري ديرنيس
- لوكاس بويلي